# Ernst Richard Neumann

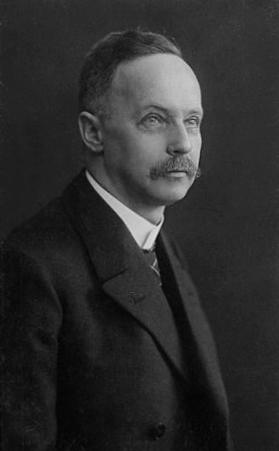
Ernst Richard Julius Neumann

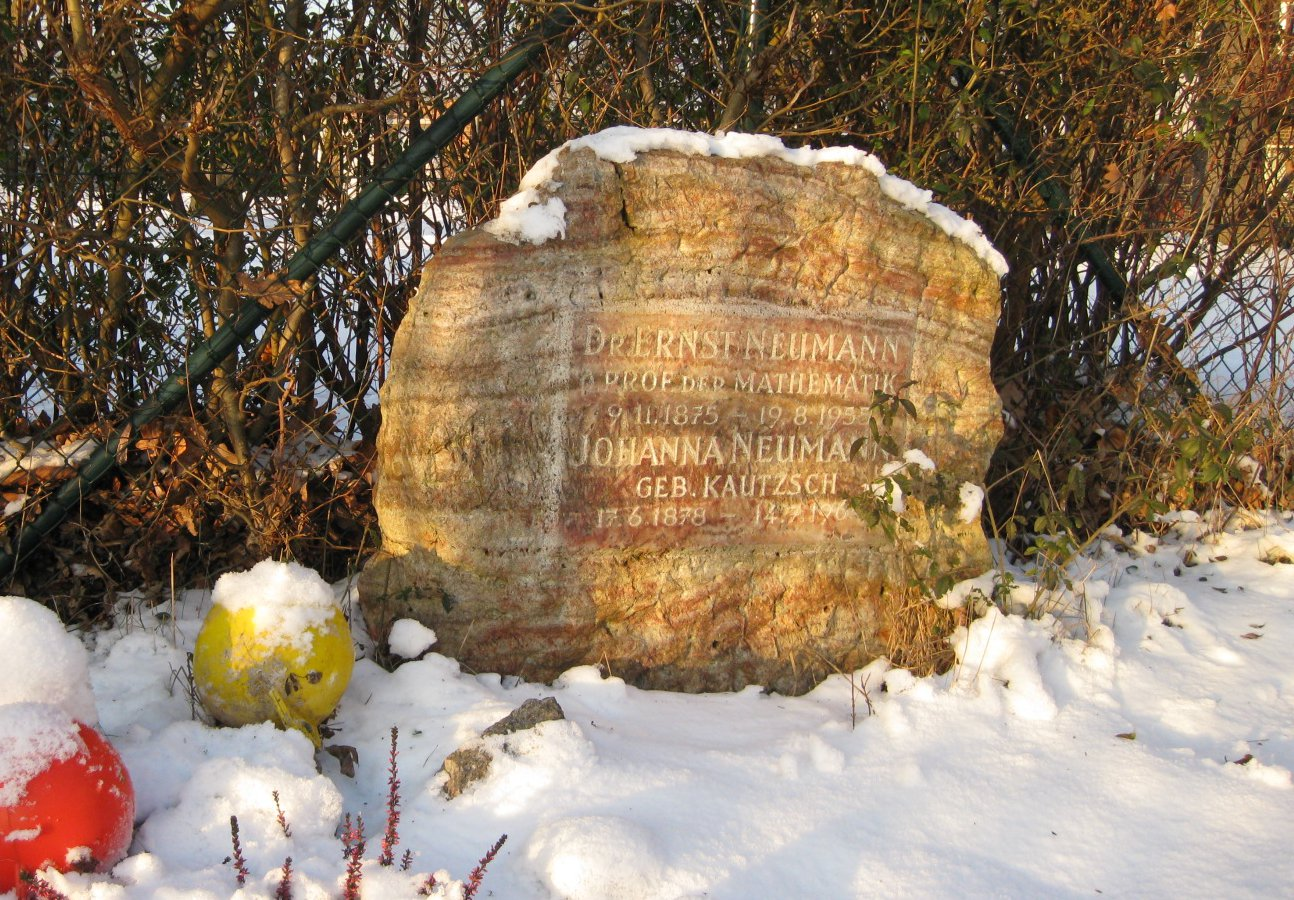
Neumanns Grabstein, ehem. in Dornholzhausen, heute Privatbesitz

Ernst Richard Julius Neumann (* 9. November 1875 in Königsberg (Preußen); † 19. August 1955 in Dornholzhausen (Bad Homburg)) war ein deutscher Mathematiker.

## Leben
Ernst Richard Julius Neumann war der Sohn des Pathologen und Professors an der Universität Königsberg Ernst Neumann und dessen Frau Anna (geb. König), sowie Neffe des Mathematikers Carl Gottfried Neumann. Neumann besuchte das Kneiphöfische Gymnasium in Königsberg. 1893–1898 studierte er Mathematik in Königsberg, Heidelberg und Leipzig. In Leipzig war er Schüler seines Onkels Carl. 1898 wurde er Assistent bei Friedrich Ernst Dorn am Physikalischen Institut der Universität in Halle und wurde im gleichen Jahr in Leipzig promoviert (Dr. phil) mit der Arbeit Zur Poisson'schen Theorie der Elektrostatik. Bereits 1899 habilitierte er sich in Halle, wo er Privatdozent für Mathematik und mathematische Physik wurde. 1901 erhielt er einen Ruf nach Breslau und wurde außerordentlicher Professor für theoretische Physik. 1902 heiratete er in Halle Johanna Kautzsch (1878–1964, Tochter des Theologen Emil Kautzsch), das Paar bekam sechs Kinder (zwei Söhne fielen später im Zweiten Weltkrieg). 1905 wurde Neumann außerordentlicher Professor für Mathematik in Marburg, 1908 erhielt er dort eine ordentliche Professur. 1910/11 war er an der Philosophischen Fakultät Dekan. 1912 lehnte er einen Ruf nach Kiel ab.
Während des Ersten Weltkrieges wurde Neumann, der vorher nicht im Heerdienst gedient hatte, in verschiedenen Armee-Wetterwarten eingesetzt:
1915 Landsturmrekrut beim Inf.Reg.11 RD  Ers. Abt. Luftschiff Batl. II Reinickendorf, Berlin
1915: 1. Landsturm Inf.Rgt.11 Ohrdruf / Thüringen Rekruten Depot XI/27 beim Kriegsministerium I / Korporalschaft
1916; Unteroffizier Feldwetterwarte 21  Schaulen (Russland) beim Hi.H.H.K5 (oder S) „im Osten der KD6“, Feldpost-Nr. 175
1917 Vicefeldwebel Feldwettersternwarte125 und  21 bzw. Feldpoststation 922 und 263 (11. August 1917)
1918 Vicefeldwebel Königsberg Wettersternwarte am Luftschiffhafen Febr/März Feldpost-Nr. 667 und 549, später (Nov.Dez) Armeesternwarte 19 St. Amand Feldpost Nr. 992 und 125.
18. November 1918 Universitätsverwaltung A.O.K. 8 Dorpat/damals Gouvernement Livland Feldpost 219. Parallel erhielt er 1918 einen Lehrauftrag an der Landesuniversität Dorpat, kehrte aber 1919 nach dem Rückzug aus Dorpat wieder zurück nach Marburg.
Es sind hunderte Feldpostbriefe erhalten, überwiegend zur Schwester Helene Neumann, zu den Eltern Ernst Christian Neumann und zu Kollegen (Naturwissenschaftler).
1923 wurde er in die Deutsche Akademie der Naturforscher Leopoldina aufgenommen (Matrikel-Nr. 3491). Im Sommersemester 1933 war Neumann aus Gesundheitsgründen beurlaubt, war im November aber für das Amt des Universitätsrektors im Gespräch. Im November 1933 unterzeichnete er das Bekenntnis der deutschen Professoren zu Adolf Hitler. Zum Wintersemester 1946 schied er auf eigenen Antrag aufgrund seines „vorgerückten Alters“ und aufgrund seines „Irrtums ob der Verbrechen der NSDAP“ (Maximilian Krafft) aus der Universitätslaufbahn aus und wurde emeritiert.
Seine Nachfolger am Lehrstuhl wurden 1947 Max Deuring und 1950 Arnold Schmidt.
Sein handschriftlicher Nachlass wird vom Zentralarchiv deutscher Mathematiker-Nachlässe an der Niedersächsischen Staats- und Universitätsbibliothek Göttingen
Handschriftenabteilung, Papendiek 14: Cod. Ms.E.R.Neumann. Acc. Mss.1 - 104: Acc Mss. 1981.10.4; Acc. Mss. 1995.1 u. 1995.1, 1995.9 und 1997.16 sowie 2021 aufbewahrt, darunter Korrespondenz mit David Hilbert, Arnold Sommerfeld und weiteren Naturwissenschaftlern der Zeit. Weiterer Nachlass befindet sich im Privatarchiv der K.H.Hagen-F.W.Besel-F.E.Neumann-Familienstiftung 1871.

## Wissenschaftliches Wirken
Neumann führte die Tradition der „Königsberger Schule“ fort. Er konnte die Ergebnisse seines Onkels Carl Gottfried Neumann zur Potentialtheorie verbessern. Obwohl seine Erkenntnisse wichtig waren, stand sein Wirken im Schatten des berühmten Mathematikers David Hilbert, dessen Theorie der linearen Integralgleichungen Neumann jedoch als Erster außerhalb von Hilberts Göttinger Universität in Vorlesungen ausgedehnt behandelte. Leon Lichtenstein, Gründer der Mathematischen Zeitschrift, lobte Neumanns 1922 erschienenes Buch Vorlesungen zur Einführung in die Relativitätstheorie als lückenfüllendes und didaktisch höchst lobenswertes Werk.
Neumann war Mitherausgeber von Franz Neumanns gesammelte Werke (Teubner, Leipzig, 1928).

## Veröffentlichungen
- Zur Poissonschen Theorie der Elektrostatik, insbesondere über die elektrische Vertheilung auf einem von drei Kugelflächen begrenzten Conductor. Dissertation, Philosophische Fakultät der Universität Leipzig, 1898; auch in: Journal für die reine und angewandte Mathematik, Band 120, 1898, S. 60–98, 277–304, Digitalisat bei DigiZeitschriften
- Über die Anwendung eines eigentümlichen Reduktionsverfahrens auf elektrostatische Probleme: mathematisch-physikalische Abhandlung, Habilitation, Halle, 1899.
- Studien über die Methoden von C. Neumann und G. Robin zur Lösung der beiden Randwertaufgaben der Potentialtheorie, Teubner, Leipzig 1905, Jablonowski-Preisschrift 1905
- Beiträge zu einzelnen Fragen der höheren Potentialtheorie, Teubner, Leipzig 1912, Jablonowski-Preisschrift 1912.
- Vorlesungen zur Einführung in die Relativitätstheorie, G. Fischer, Jena 1922.